# Pod Lipą (Piekary)
Pod Lipą – część wsi Piekary w Polsce, położona w województwie małopolskim, w powiecie krakowskim, w gminie Liszki.
W latach 1975–1998 Pod Lipą administracyjnie należało do województwa krakowskiego.